# Unione degli studenti
L'Unione degli studenti (UDS) è un'organizzazione studentesca italiana, di ispirazione sindacale, confederata con Link nella Rete della Conoscenza. Fa parte dell'OBESSU, rete che riunisce le principali associazioni studentesche presenti in Europa. 
Ad oggi risulta, per numero di iscritti e per numero di territori, una delle associazioni studentesche maggiormente rappresentative del Paese.
L'organizzazione riunisce studenti delle scuole superiori, e si riconosce nei principi di uguaglianza sociale, laicità, solidarietà e antifascismo militante e più in generale nei valori della Sinistra italiana.

## Storia
L'Unione degli studenti è stata fondata a Roma il 12 marzo 1994, dalla confluenza di varie entità studentesche italiane: gli «Studenti napoletani contro la camorra», le organizzazioni degli studenti siciliani contro le mafie sorte dopo la strage di Capaci, i sindacati studenteschi dell'Emilia-Romagna e gli appartenenti ad «A Sinistra», un'associazione nata nel 1992 dalla diaspora della FGCI e che si era sviluppata parallelamente ed indipendentemente alla «Sinistra Giovanile», organo giovanile dell'allora Partito Democratico della Sinistra.
Apartitica, apparteneva all'area progressista, l'Unione degli studenti era ispirata ai sindacati studenteschi francesi e la sua nascita fu, nel giro di breve tempo, seguita da quella dell'Unione degli universitari (UdU).
La prima mobilitazione delle due neonate associazioni fu il 22 ottobre 1994, quando — assieme a «Tempi Moderni», altro erede della FGCI — manifestarono a Napoli contro il governo Berlusconi e la riforma del ministro della Pubblica Istruzione Francesco D'Onofrio, chiedendo «a tutte le associazioni, gruppi, forze sociali e sindacati di aderire e sostenere questa iniziativa per un patto di solidarietà tra generazioni contro la politica sociale del governo»: uno dei principali temi di protesta fu il caro tasse universitario.
L'anno seguente, il 1995, l'Unione degli studenti lanciò in varie città una seconda mobilitazione di piazza per il 26 ottobre e un corteo nazionale a Milano per l'11 novembre; a questo punto, l'UdS si era consolidato ed era definito da La Repubblica «il settore di movimento [studentesco] più organizzato, di area progressista, riformista, [che] tende alla formazione del sindacato degli studenti». Nel 1997 si ripeté la mobilitazione autunnale ed ebbe inizio l'esperienza della «Rete studentesca», formata da UdS, UdU e dai Giovani Artisti, che, in occasione delle proteste dell'autunno 1998 in 120 città italiane, accentrate attorno ai diritti degli studenti e ad una riforma di modernizzazione delle scuole superiori italiane, divenne «Rete delle associazioni giovanili e studentesche», in acronimo RAGS («stracci» in inglese). L'esperienza non ebbe seguito, ma può essere considerata l'antesignana della Rete della conoscenza che sarà fondata nel 2010.
Nel 1999, l'Unione degli studenti appoggiò la riforma Berlinguer e si oppose alla legge emiliana sulla parità scolastica fra scuole pubbliche e private e al finanziamento statale alle scuole private, da sempre uno dei temi cardine dell'organizzazione.
Nel 2000, l'UdS criticò aspramente sia l'introduzione dei «buoni scuola» alle famiglie degli studenti di scuole private che la proposta dell'onorevole Francesco Storace di istituire una commissione che scrutinasse il contenuto politico dei libri di testo e si interessò alla didattica, un altro dei temi destinati a diventare pilastro ideologico dell'associazione. Il 2001 dell'UdS fu segnato prima dal G8 di Genova e poi dagli attacchi dell'11 settembre, rispetto ai quali adottò una posizione nettamente pacifista, condannando la risposta bellica occidentale. Nello stesso anno, fu eletto il governo Berlusconi II che, in sostituzione della recente legge Berlinguer della scuola, varò la riforma Moratti, a cui l'Unione degli studenti oppose fin dall'inizio una strenua resistenza. Il 2002 si aprì all'insegna della prosecuzione di questa protesta e della stipulazione di un Patto di Lavoro fra l'Unione degli Studenti, l'Unione degli Universitari e la CGIL, che formalizzò l'alleanza fra le tre realtà sindacali.
L'UdS si schierò nuovamente per la pace anche in occasione della guerra in Iraq. Nel 2004, l'Unione degli studenti lanciò una mobilitazione studentesca contro la criminalità organizzata e guidò cortei e manifestazioni contro mafia e camorra a Napoli e Palermo, senza interrompere la contestazione del ministro Letizia Moratti. Nel 2005, l'UdS bollò come «violazione della privacy degli alunni» la proposta d'introduzione del registro di classe elettronico e fece scendere in strada oltre trecentomila persone in più di 70 città italiane per la giornata internazionale degli studenti il 17 novembre. A questo periodo risale, inoltre, la prima proposta pubblicizzata del comodato d'uso dei libri di testo, che consiste in una sorta di «contratto» fra la scuola (che compra i libri di testo) e gli studenti, che si impegnano ad utilizzarli propriamente e a restituirli a fine anno.
Nell'estate del 2006 viene sospeso il Patto di Lavoro tra UdS e CGIL, sottoscritto nel 2002 e l'allora maggioranza dell'UdS taglia i rapporti anche con l'Unione degli Universitari: questi episodi segnano il definitivo fallimento del primo tentativo di Rete Studentesca. Le mobilitazioni autunnali degli studenti passano dalla contestazione dei progetti di riforma del Ministro D'Onofrio alla protesta contro la legge finanziaria che culminerà con lo sciopero generale del 12 novembre e un milione e mezzo di persone in piazza. A novembre sono quasi seicento le scuole occupate dagli studenti e il 10 e l'11 dicembre si tiene a Milano un'Assemblea nazionale degli studenti promossa dall'associazione.
Nel 2007 da una scissione interna all'UdS nasce la Rete degli studenti (ReDS) che godrà fin da principio di un patto d'intesa con la CGIL. I tentativi di ricomposizione tra Rete degli studenti e UdS falliscono e in seguito a ciò, alcuni membri della direzione nazionale e i rispettivi territori abbandonano l'associazione dando vita all'ISIM (Idee studentesche in movimento), che nello stesso anno, assieme alla Rete degli studenti e a Studenti di sinistra converge nella Rete degli studenti medi.
Fondamentale è stato il lavoro svolto nell'organizzazione del Terzo Sciopero Globale per il Clima, il 27 settembre 2019, che ha visto la partecipazione di 1 milione di studenti in tutta Italia in collaborazione con altre associazioni studentesche.
Nel 2022 l'Uds organizza a Roma gli Stati Generali della Scuola: tre giorni di discussioni e proposte sulla scuola pubblica, dal 18 al 20 febbraio, cui hanno partecipato più di 500 studenti.

## Iniziative
Nelle città in cui l'UdS è presente si svolgono attività mutualistiche, tese a sopperire a quelle che si considerano essere le carenze del sistema scolastico e formativo in Italia. Esempi di queste attività sono i Mercatini del libro usato e le ripetizioni a prezzi sociali.
Sono attivi sportelli sindacali a cui rivolgersi in caso di abusi od omissioni da parte dei professori, presidi o scuole. Sono tantissime le basi territoriali che organizzano anche attività sociali e culturali come cineforum, dibattiti, cene sociali, concerti e momenti di formazione.
Una delle iniziative dell'UdS è il Riot village che, nato nel 2003 con il nome di "Zion VIllage" e avendo cambiato nome nel 2006, è un  campeggio estivo. a cui partecipano studenti medi e universitari. Il campeggio a partire dal 2010 è organizzato in collaborazione con Link - Coordinamento Universitario e dal 2011 anche con la Rete della conoscenza.

## Rete della Conoscenza
Il 26 settembre 2010 a Terni nasce ufficialmente la Rete della Conoscenza, un'associazione di secondo livello che fa convergere l'Unione degli studenti e Link - Coordinamento Universitario, mettendo insieme studenti medi e universitari.
L'obiettivo della Rete è quello di costruire uno spazio di rappresentanza sociale dei soggetti in formazione.